# François Durafour
Pour les articles homonymes, voir Durafour.
François Durafour est un pionnier de l'aviation suisse, né à Genève le 27 novembre 1888 et mort à Genève le 15 mars 1967.

## Biographie

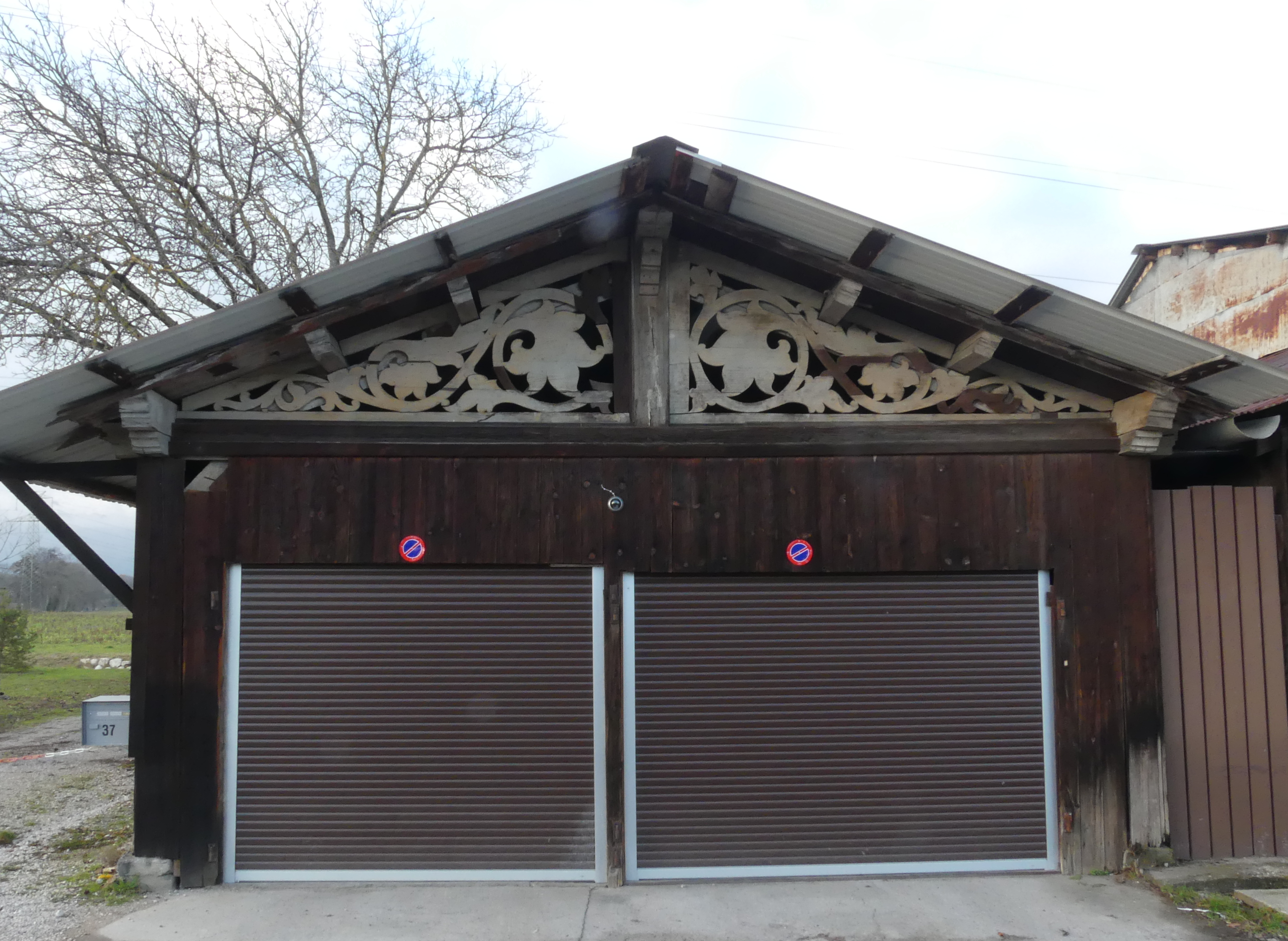
Le hangar de Durafour à l’entrée de Collex-Bossy, à Vireloup.

Fils de Léon Joseph et Franceline Sophie Mercier, François est né aux Eaux-Vives. Après ses études de mécanique à Genève, il travaille aux Ateliers Sécherons. Il passe son permis de conduire sur voiture à pétrole, en 1907, en Suisse, en France et en Angleterre en 1909. Puis en 1910, il devient mécanicien à l'école de pilotage de Bétheny (près de Reims), sur l'avion Hanriot de son ami René Vidart, chez qui il a travaillé comme mécanicien. En 1910, il obtient son brevet de pilote en France (no 320), permis qui est homologué en Suisse avec le numéro 3, le 11 octobre 1910. 
De retour en Suisse en 1911, il crée un champ d'aviation à Collex-Bossy à Genève.
En 1912, c'est le départ pour les Amériques avec un premier vol au Guatemala et une première traversée de l'Amérique centrale, en reliant Guatémala à San Savador le 5 mai 1912. Il fait également des vols de démonstration dans la région de New York. À la fin de l'année 1912, il revient en Europe. Le 21 mai 1913, il réalise le premier vol de nuit sans escale, Ambérieu- Lyon
Au début de la Première Guerre mondiale, le 1er août 1914, il sera appelé avec neuf autres pilotes de l'armée (Edmond Audemars, Henri Kramer, René Grandjean, Alfred Comte, Ernest Burri, Albert Cuendet ( -1933), Marcel Lugrin et Agenor Parmelin), au Beundenfeld sur l'Allmend de Berne pour former la Troupe d'aviation suisse, sous les ordres du Capitaine Théodore Real. 
Cependant en 1915, Durafour obtient un congé militaire et part s'engager dans l'armée française, tout d'abord comme pilote d'essai puis comme pilote d'observation de l'ennemi. Il est accrédité au service de réception de l'aviation militaire française auprès du sergent Marcel Bloch. Le 18 juillet 1918, à la suite d'un crash, blessé, il est démobilisé et rentre à Genève.
À la fin de la guerre, après avoir passé son brevet de pilote commercial de transport, il s'engage dans l'aviation civile. Le 25 mai 1919, il effectue le premier vol Paris - Genève-Saint-Georges sur biplan Caudron en 4 heures 30 min.
Le 30 juillet 1921, c'est l'exploit, avec l'atterrissage aux commandes de son Caudron G.3 sur le Dôme du Goûter, dans le Massif du Mont-Blanc. De 1923 à 1932, François Durafour abandonne l'aviation : il devient chef d'entreprise en s'étant offert un garage automobile à Versoix en 1923. Il se marie avec Marcelle David, le 3 décembre 1924. Cette dernière, après avoir donné naissance au petit Michel, décède de la tuberculose, le 26 octobre 1927. En 1939, il est naturalisé français. Il se remarie le 15 juillet 1944 avec Clara Beetschen. 
Dès 1947, il s'engage pour la construction de l'aérodrome d'Annemasse.
Durant sa vie, il recevra de nombreuses distinctions dont celle d'Officier de la Légion d'honneur, le 14 novembre 1952 et de Grand Officier de l'Ordre du Quetzal, au Guatémala.